# Listonoh letní
Listonoh letní (Triops cancriformis) je druh korýše vyskytující se v holarktických oblastech; v České republice je zařazen do kategorie kriticky ohrožených druhů.

## Způsob života
Listonoh se vyskytuje převážně v periodických tůních na lesních či polních cestách nebo v lužních lesích. Aktivní je od května do srpna, zbytek roku přežívají jeho vajíčka, která jsou schopna přežít i několik let na vyschlém dně. Naupliové larvy se líhnou při teplotě vody 10–15 °C, celý vývoj v dospělce pak trvá jen necelé dva týdny.

## Popis
Pod krunýřem se nachází tělo přibližně se stem nohou (počet se může lišit); zadní část těla tvoří ocas zakončený dvěma štěty. U toho druhu se vyskytují jednopohlavní i oboupohlavní jedinci. Tvarem těla je podobný blízce příbuznému listonohu americkému, je však delší, dosahuje délky až 10 cm. Od listonoha jarního se liší větší velikostí a absencí šupinky na posledním tělním článku.